# كأس الأمير 2004–05
أقيمت بطولة كأس الأمير الثالثة والأربعون في موسم 2004/2005، وقد شارك فيها جميع الفرق.

## الفرق المشاركة
- نادي الفحيحيل
- نادي الساحل الكويتي
- نادي خيطان
- نادي اليرموك
- نادي النصر الكويتي
- نادي كاظمة
- نادي العربي الكويتي
- نادي الجهراء
- نادي الكويت
- نادي التضامن الكويتي
- نادي الصليبيخات
- نادي الشباب الكويتي
- نادي القادسية الكويتي
- نادي السالمية

## الدور التمهيدي
- نادي الساحل الكويتي × نادي الفحيحيل (0:2)
- نادي خيطان × نادي اليرموك (2:4)
- نادي النصر الكويتي × نادي كاظمة (6:5) ضربات جزاء ترجيحية.
- نادي العربي الكويتي × نادي الجهراء (0:4)
- نادي الكويت × نادي التضامن الكويتي (3:2)
- نادي الصليبيخات × نادي الشباب الكويتي (1:3) ضربات جزاء ترجيحية.

## الدور الربع نهائي
- نادي القادسية الكويتي × نادي الساحل الكويتي (4:6) ضربات جزاء ترجيحية.
- نادي كاظمة × نادي خيطان (0:3)
- نادي السالمية × نادي العربي الكويتي (4:3) ضربات جزاء ترجيحية.
- نادي التضامن الكويتي × نادي الشباب الكويتي (0:1)

## الدور النصف نهائي
- نادي القادسية الكويتي × نادي كاظمة (5:4) ضربات جزاء ترجيحية.
- نادي العربي الكويتي × نادي التضامن الكويتي (0:2)

## مباراة تحديد المركزين الثالث والرابع
- نادي التضامن الكويتي × نادي القادسية الكويتي (2:4) ضربات جزاء ترجيحية.

## النهائي
- نادي العربي الكويتي × نادي كاظمة (1:1) (5:6)

سجل هدف العربي :
- فراس الخطيب

سجل هدف كاظمة :
- فهد الفهد
- سجل للعربي في ضربات الجزاء (مالك القلاف وعبد الله وبران وخالد عبد القدوس وخالد خلف وفلاح دبشة)
- سجل لكاظمة في ضربات الجزاء (عصام سكين ونواف الحميدان وفهد الفهد ومحمد العباد وأحمد المطيري)

## هداف البطولة
- فراس الخطيب (العربي) 3 أهداف.